# Juillet 1854

## Événements
- L’empereur d’Autriche somme le tsar d’évacuer la Moldavie et la Valachie. Les troupes russes obtempèrent pour éviter un second front dans les Balkans. L’alliance austro-russe est brisée.
- Juillet à novembre : épidémie de choléra en France.

- 3 juillet, Guerre de Crimée : le comte Achille Baraguey d'Hilliers est placé à la tête du corps expéditionnaire de la Baltique.

- 4 juillet : Henry David Thoreau prononce un discours ayant inspiré L'Esclavage dans le Massachusetts

- 6 juillet : création du Parti Républicain (abolitionniste) aux États-Unis. Il regroupe les anciens whigs, Free Soilers et démocrates antiesclavagistes qui sont opposés à la loi sur le Kansas et le Nebraska.

- 13 juillet :
  - Intervention américaine au Nicaragua (San Juan del Norte) : le village de Greytown est détruit pour venger une offense faite au ministre-résident américain en poste au Nicaragua le 15 mars.
  - Le pacha d’Égypte Abbas Hilmi Ier est assassiné. Mohammad Sa'id Pacha, son oncle, fils de Méhémet Ali, prend sa succession (fin en 1863). Moins réticent à l’égard des Européens que son prédécesseur, il ne fait pas preuve de la même compétence politique que son père. Le début de son règne est marqué par la participation de l’armée égyptienne dans la guerre de Crimée auprès des alliés de l’Empire ottoman.

- 29 juillet : France, chemin de fer : ouverture de la ligne de Sceaux entre Bourg-la-Reine et Orsay.

## Naissances
- 3 juillet : Leoš Janáček, compositeur tchèque († 1928).
- 4 juillet : 
  - Ibuka Kajinosuke (mort le 24 juin 1940),  samouraï de la fin de période Edo
  - George W. Fithian (mort le 21 janvier 1921), homme politique américain
  - Heinrich Zöllner (mort le 8 mai 1941), compositeur et un chef d'orchestre allemand.
  - Victor Babeș (mort le 19 octobre 1926), médecin, anatomo-pahologiste et microbiologiste roumain

## Déces
- 4 juillet : 
  - Nicolas-Joseph Frémiot (né le 5 octobre 1818), prêtre, jésuite et missionnaire français
  - Karl Friedrich Eichhorn (né le 20 novembre 1781), juriste allemand, fils de Johann Gottfried Eichhorn.